# Orophernès de Cappadoce
Orophernès ou Oropherne de Cappadoce est un anti-roi de Cappadoce ayant régné de 159 à 157 av. J.-C.

## Biographie
Orophernès est un fils d'Ariarathe IV, roi de Cappadoce, et frère aîné d'Ariarathe V. Selon une tradition rapporté par Diodore de Sicile, qui est l'unique source, Antiochis III, l'épouse d'Ariarathe IV, aurait été stérile et, désespérant d’avoir des fils, elle lui aurait « supposé » deux enfants, Ariarathe et Orophernès, avant de devenir la mère de deux filles et d’un fils, Mithridate. Informé par les aveux de la reine, le roi Ariarathe envoie son fils aîné à Rome et le second en Ionie pour y être élevés à la manière des Romains, et désigne Mithridate comme son successeur sous le nom royal d’Ariarathe V avant de mourir peu après.
Orophernés s'empare du pouvoir royal en 159 av. J.-C. avec l'aide du Séleucide Démétrios Ier Sôter. Selon Diodore de Sicile, Orophernès, ayant chassé de ses États son frère Ariarathès, est bien loin d'administrer son empire de manière à s'attirer l'affection de la multitude :

« Il était avide d'argent et fit périr beaucoup de monde. Il donna à Timothée une couronne de cinquante talents, une autre de soixante-dix talents au roi Démétrius ; il leur remit encore six cents talents, et ajouta que, dans un autre moment, il leur donnerait encore quatre cents talents. Voyant que les Cappadociens étaient mécontents, il se mit à en tirer tout l'argent possible, et confisqua, au profit du trésor royal, les biens des habitants les plus distingués. Après avoir amassé d'immenses sommes, il déposa, chez les Priéniens, quatre cents talents qui devaient lui servir contre les caprices de la fortune. Les Priéniens lui rendirent plus tard cet argent. Dès qu'Oropherne vit ses affaires décliner, il s'empressa de solder les mercenaires, parce qu'il redoutait une révolte. Mais manquant pour le moment d'argent, il se vit forcé de piller le temple de Jupiter, construit sur le mont Ariadné, asile depuis longtemps sacré. Il pilla donc ce temple et paya la solde arriérée. »

Malgré l'envoi de deux ambassadeurs particulièrement éloquents à Rome, nommés Timothéos et Diogénès, le Sénat romain s'étant déclaré favorable à Ariarathe V, ce dernier reprend son trône avec l'aide d'Attale II de Pergame deux ans après et contraint Orophernès à se réfugier à Antioche.
Accusé par Démétrios Ier de comploter et de tenter de soulever le peuple contre lui, il est arrêté et emprisonné. Il meurt peu après.

## Sources antiques
- Diodore de Sicile, Bibliothèque historique [détail des éditions] [lire en ligne], XXXI.
- Polybe, Histoires [détail des éditions] [lire en ligne], XXXII, 10-12.